# الإعدادات (ويندوز)
الإعدادات (والمعروف أيضًا بإعدادات الحاسوب الشخصي (بالإنجليزية: PC Settings)‏ في نظام ويندوز 8) هو أحد مكونات مايكروسوفت ويندوز يسمح للمستخدم بضبط إعدادات نظام التشغيل، وهو موجود بنظامي تشغيل ويندوز 8.1 وويندوز 10 إلى جانب برنامج «لوحة التحكم». وقد يتم استبدال لوحة التحكم ونقل بعض المِيزات من هناك لتطبيق الإعدادات، ليحل محل لوحة التحكم في المُستقبل.

## تاريخ البرنامج
في نظام مايكروسوفت ويندوز، يوجد تطبيقين لتغيير إعدادات النظام، هما «لوحة التحكم» وتطبيق «الإعدادات» (الذي يُستخدم على شاشات اللمس أيضًا)، وقد حقق تطبيق لوحة التحكم في ويندوز 8 العديد من المُراجعات السلبية، واُنتقد تصميم واجِهة المُستخدم للبرنامج بسبب تعقيده. بينما جعلت مايكروسوفت تطبيق الإعدادات أسهل في ويندوز 10، لا يزال الاثنان جزءًا من نظام التشغيل، وتُوِّقع أنَّ برنامج لوحة التحكم سيُزال قريبًا، ويحل محلهُ تطبيق الإعدادات فقط.
وقد أعلن غابي أوول [الإنجليزية] مدير برنامج ويندوز إنسايدر، وبراندون ليبلانك وهو مدير البرنامج الأوَّل، أنَّ لوحة التحكم ستختفي في النهاية، وتستبدل إلى تطبيق الإعدادات. حيث نُوقش الموضوع على تويتر في 2015.

## انظُر أيضًا
- لوحة التحكم (ويندوز)
- مكونات مايكروسوفت ويندوز